# Luna e Sole
Luna e Sole (in sassarese: Luna e Sori) è un popoloso quartiere residenziale situato nella parte orientale della città di Sassari, in Sardegna. Il quartiere ha avuto un forte sviluppo demografico ed edilizio a partire dagli anni settanta, e, assieme agli altri quartieri centrali (Centro storico, Sassari centro, Carbonazzi, Porcellana, Rizzeddu, Monserrato, San Giuseppe, Cappuccini) . Il quartiere è appartenuto alla 1ª Circoscrizione di Sassari, la più popolosa della città, con oltre 60 000 abitanti.
Il quartiere prende il nome dalla luna ed il sole scolpiti sul portale settecentesco situato nella strada vicinale Prunizzedda-Serra Secca, oggi parzialmente erosi dalle intemperie. Il simbolo della luna e del sole ricorre nell’architettura sassarese del sedicesimo secolo, ne è rappresentazione evidente una delle sculture poste sulla facciata del Duomo della città, che raffigura, appunto, una luna e un sole.